# The Three Tenors in Concert 1994
The Three Tenors in Concert 1994 é um álbum ao vivo de José Carreras, Plácido Domingo e Luciano Pavarotti em colaboração com o maestro Zubin Mehta. O álbum foi gravado em 16 de julho de 1994 durante um concerto dos Três Tenores em Los Angeles, com a Orquestra Filarmônica de Los Angeles e o coral da Ópera de Los Angeles. O concerto foi visto por cerca de 1 bilhão de espectadores em todo o mundo.

## Faixas
| N.º            | Título                                       | Duração |  |
| 1.             | "O souverain, ô juge, ô père"                | 5:00    |  |
| 2.             | "Amor, vida de mi vida"                      | 3:21    |  |
| 3.             | "Pourquoi me réveiller"                      | 2:38    |  |
| 4.             | "With A Song In My Heart"                    | 3:15    |  |
| 5.             | "Granada"                                    | 3:35    |  |
| 6.             | "Non ti scordar di me"                       | 3:19    |  |
| 7.             | "My Way"                                     | 4:01    |  |
| 8.             | "Moon River"                                 | 1:38    |  |
| 9.             | "Because"                                    | 2:23    |  |
| 10.            | "Singin' in the rain"                        | 2:18    |  |
| 11.            | "Tu, ca nun chiagne"                         | 2:55    |  |
| 12.            | "Vesti la giubba"                            | 2:38    |  |
| 13.            | "Nessun dorma"                               | 3:24    |  |
| 14.            | "America"                                    | 0:54    |  |
| 15.            | "All I Ask of You"                           | 1:59    |  |
| 16.            | "Funiculì Funiculà"                          | 1:21    |  |
| 17.            | "Sous les ponts de Paris (Around the World)" | 2:00    |  |
| 18.            | "Aquarela do Brasil"                         | 1:26    |  |
| 19.            | "Be My Love"                                 | 1:48    |  |
| 20.            | "Marechiare"                                 | 3:09    |  |
| 21.            | "Lippen Schweigen"                           | 2:37    |  |
| 22.            | "Santa Lucia Luntana"                        | 3:27    |  |
| 23.            | "Those Were the Days"                        | 2:21    |  |
| 24.            | "Te Quiero Dijiste"                          | 2:28    |  |
| 25.            | "Torna a Surriento"                          | 3:51    |  |
| 26.            | "La donna è mobile"                          | 2:16    |  |
| 27.            | "Libiamo ne' lieti calici"                   | 3:20    |  |
| Duração total: | Duração total:                               | 63:22   |  |

## Posições e certificações

### Tabelas musicais
| Tabelas musicais (2013)             | Melhor posição |
| ----------------------------------- | -------------- |
| Austrália - Australian Albums Chart | 1              |
| Áustria - Austrian Albums Top 75    | 1              |
| Bélgica - Ultratop 50               | 34             |
| Europa - European Top 100 Albums    | 1              |
| Espanha - PROMUSICAE                | 1              |
| Estados Unidos - Billboard 200      | 4              |
| Estados Unidos - Classical Albums   | 1              |
| França - SNEP                       | 47             |
| Reino Unido - UK Albums Chart       | 1              |

### Certificações
| País                          | Certificação | Vendas     |
| ----------------------------- | ------------ | ---------- |
| Alemanha - BVMI               | 3× Ouro      | 750,000+   |
| Áustria - IFPI                | 2× Platina   | 100,000+   |
| Brasil - ABPD                 | Ouro         | 10,000+    |
| Canadá - Music Canada         | 3× Platina   | 300,000+   |
| Estados Unidos - RIAA         | Platina      | 1,000,000+ |
| França - SNEP                 | Platina      | 389,800    |
| Finlândia - Musiikkituottajat | Ouro         | 28,684     |
| Reino Unido - BPI             | 2× Platina   | 600,000+   |